# Olsenbanden (filmserie)
Olsenbanden är en norsk serie av komedifilmer från senare delen av 1900-talet. Serien är baserad på den danska serien med samma namn.
Huvudrollerna spelas av Arve Opsahl (Egon Olsen), Sverre Holm (Benny Fransen) och Carsten Byhring (Kjell Jensen).

## Filmer
| År   | Namn                                             | Norsk originaltitel                              | Bygger på |
| ---- | ------------------------------------------------ | ------------------------------------------------ | --- |
| 1969 | Olsenbanden och guldstatyetten                   | Olsenbanden – Operasjon Egon                     | Olsen-banden (dansk film från 1968)                                                                                 |
| 1970 | Olsenbanden och Dynamit-Harry                    | Olsenbanden og Dynamitt-Harry                    | Olsen-banden på spanden (dansk film från 1969)                                                                      |
| 1972 | Olsenbanden och guldskatten                      | Olsenbanden tar gull                             | Olsen-banden i Jylland (dansk film från 1971)                                                                       |
| 1973 | Olsenbanden och Dynamit-Harry löper amok         | Olsenbanden og Dynamitt-Harry går amok           | Olsenbandet slår till (dansk film från 1973)                                                                        |
| 1974 | Olsenbanden möter kungen och knekten             | Olsenbanden møter Kongen & Knekten               | Norskt originalmanus, men innehåller detaljer från Olsenbandets stora kupp (dansk film från 1972)                   |
| 1975 | Olsenbandens sista bedrifter                     | Olsenbandens siste bedrifter                     | Olsen-bandens sidste bedrifter (dansk film från 1974)                                                               |
| 1976 | Olsenbanden i full fart                          | Olsenbanden for full musikk                      | Dynamitgubbarna (dansk film från 1976)                                                                              |
| 1977 | Olsenbanden och Dynamit-Harry på spåret          | Olsenbanden og Dynamitt-Harry på sporet          | Olsen-banden på sporet (dansk film från 1975)                                                                       |
| 1978 | Olsenbanden och Data-Harry spränger världsbanken | Olsenbanden og Data-Harry sprenger verdensbanken | Olsen-banden deruda' (dansk film från 1977)                                                                         |
| 1979 | Olsenbanden och Dynamit-Harry mot nya höjder     | Olsenbanden og Dynamitt-Harry mot nye høyder     | Norskt originalmanus, men innehåller detaljer från Olsen-banden går i krig (dansk film från 1978)                   |
| 1981 | Olsenbanden ger sig aldrig!                      | Olsenbanden gir seg aldri!                       | Olsen-banden overgiver sig aldrig (dansk film från 1979)                                                            |
| 1982 | Olsenbandens allra sista kupp                    | Olsenbandens aller siste kupp!                   | Olsen-bandens flugt over plankeværket (dansk film från 1981) & Olsen-banden over alle bjerge (dansk film från 1981) |
| 1984 | Olsenbanden kommer igen                          | Men Olsenbanden var ikke død!                    | Norskt originalmanus                                                                                                |
| 1999 | Olsenbandens sista stöt                          | Olsenbandens siste stikk                         | Norskt originalmanus, men innehåller detaljer från Olsen-bandens sidste stik (dansk film från 1998)                 |
| 2022 | Olsenbanden – Siste skrik                        | Olsenbanden – Siste skrik                        | |

### Olsenbanden jr.
| År   | Namn                                                        | Bygger på                                                                                     |
| ---- | ----------------------------------------------------------- | --------------------------------------------------------------------------------------------- |
| 2001 | Olsenbanden jr. – Første kupp (TV-serie)                    | Olsen-bandens første kup (dansk film från 1999)                                               |
| 2002 | Olsenbanden jr. under ytan (Olsenbanden jr. går under vann) | Norskt originalmanus, men innehåller detaljer från Olsen-banden junior (dansk film från 2001) |
| 2004 | Olsenbanden jr. rockar loss (Olsenbanden jr. på rocker'n)   | Norskt originalmanus                                                                          |
| 2006 | Olsenbanden jr. på Cirkus                                   | Norskt originalmanus                                                                          |
| 2006 | Olsenbanden jr. Sølvgruvens hemmelighet                     | Norskt originalmanus                                                                          |
| 2009 | Olsenbanden jr. Det sorte gullet                            | Norskt originalmanus                                                                          |
| 2010 | Olsenbanden jr. Mestertyvens skatt                          | Norskt originalmanus                                                                          |

### Fotnoter
1. ↑  Jorunn Egeland (15 maj 2014). ”Visste du at det var så likt?” (på norska). Blush. http://www.side2.no/underholdning/visste-du-at-det-var-sa-likt/6809896.html. Läst 18 september 2016.